# Paracinipe crassicornis
Paracinipe crassicornis är en insektsart som först beskrevs av Bolívar, I. 1907.  Paracinipe crassicornis ingår i släktet Paracinipe och familjen Pamphagidae. Inga underarter finns listade i Catalogue of Life.